# Melanesobasis bicellulare
Melanesobasis bicellulare – gatunek ważki z rodziny łątkowatych (Coenagrionidae). Znany tylko z jednego okazu – samca odłowionego we wrześniu 1979 roku na wyspie Maewo (Vanuatu).